# Abell 13
Abell 13 è un ammasso di galassie situato prospetticamente nella costellazione della Balena alla distanza di 1,171 miliardi di anni luce dalla Terra (light travel time). È inserito nell'omonimo catalogo compilato da George Abell nel 1958.
Fa parte del superammasso dell'Aquario (SCl 4). LEDA 854374 è la galassia più luminosa di Abell 13.